# Tricofagia
La Tricofagia (griego : τριχοφαγία, desde τρίχα, tricha "pelo" + φάγειν, phagein "comer") hace referencia a la ingesta compulsiva del cabello asociada con la tricotilomanía. En la tricofagia, las personas con tricotilomanía también consumen el pelo que se arrancan, y en casos raros y extremos, esto puede conducir a la formación de una bola de pelos (tricobezoar).

## Signos y síntomas
La tricofagia está caracterizada por la ingesta de cabellos, por lo general propios, después de habérselos arrancado. Muy a menudo, el cabello se saca y después es ingerido el extremo del bulbo de la raíz, o en ocasiones el eje del cabello en sí. El mismo con el tiempo puede acumularse en el tracto gastrointestinal (en ocasiones, y dependiendo de la severidad de los síntomas), causando indigestión y dolor de estómago. El ritual es un factor importante, y puede involucrar tocar el bulbo de la raíz con los labios, saborear el cabello, y ocasionalmente masticarlo. A veces, las personas con este trastorno puede incluso engullir el cabello de los demás. En el campo de la psiquiatría se considera un trastorno psicológico compulsivo, estrechamente relacionado con la tricotilomanía.